# Clermontská církevní provincie

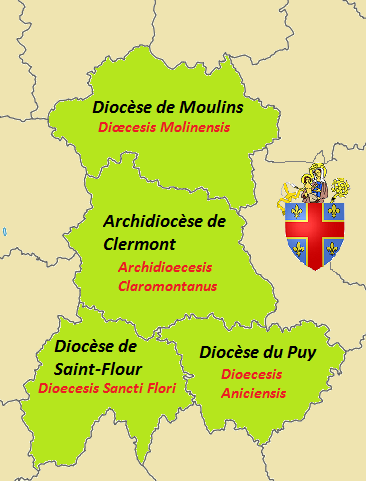
Církevní provincie Clermont

Církevní provincie Clermont je římskokatolickou církevní provincií, ležící v regionu Auvergne ve Francii. V čele provincie stojí arcibiskup–metropolita z Clermontu. Provincie vznikla 8. prosince 2002, kdy byla povýšena clermontská diecéze na arcidiecézi. Současným metropolitou je arcibiskup Hippolyte Simon.

## Historie
Clermontská provincie vznikla spolu s povýšením clermontské diecéze na metropolitní arcidiecézi 8. prosince 2002, se třemi sufragánními diecézemi.

## Členění
Území provincie se člení na tři diecéze:
- Arcidiecéze clermontská, založena ve 3. století, na arcidiecézi povýšena 8. prosince 2002
  - Diecéze Le Puy-en-Velay, založena ve 3. století
  - Diecéze moulinská, založena 27. července 1817
  - Diecéze Saint-Flour, založena 20. února 1317

### Reference

Clermontská církevní provincie na mapě Francie